# 龍眼合位節蜱
龍眼合位節蜱（学名：Cosella longana）为節蜱科合位節蜱屬下的一个种。